# Quimiluminescência
Quimiluminescência  é produzida quando uma reação produz uma molécula eletronicamente excitada, a qual emite luz para retornar ao seu estado fundamental,
é o fenômeno da aeroluminescência na atmosfera.

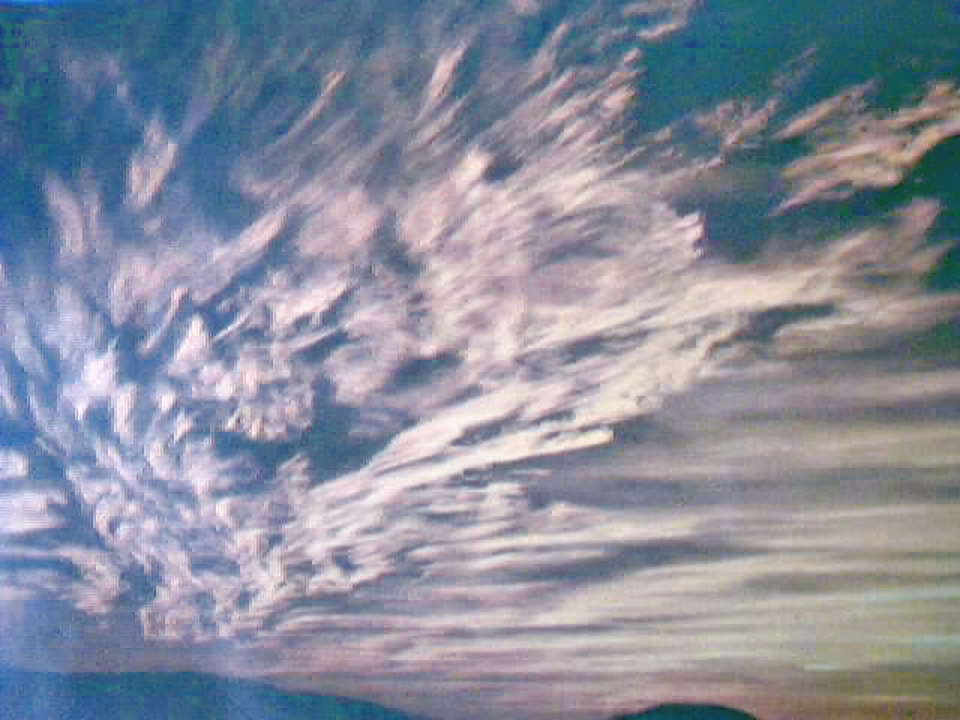
Aeroluminescência ao pôr do Sol

A aeroluminescência é causada pela emissão de fótons pelos átomos ou moléculas, em especial de oxigênio.
Devido à ocorrência de processos competitivos de desativação colisional (quenching) e de decaimento radiativo, os átomos de oxigênio entram em ressonância.
Uma vez ressonando, os átomos são excitados por processos de recombinação de moléculas dissociadas, que foram produzidas pela absorção da radiação ultravioleta e raios-X, daí a emissão de fótons.